# Jozef Červeň
Jozef Červeň (* 4. července 1970, Klin, Slovensko) je slovenský katolický kněz. Věnuje se zejména pastoraci Romů. Je spoluzakladatelem občanského sdružení Romintegra 7777.
Začal studovat Vysokou školu zemědělskou v Nitře, ale po jednom semestru odešel. Poté studoval teologii, přidal se k salesiánům. Téměř tři roky pracoval jako vychovatel na gymnáziu v Šaštíně. Později nastoupil jako kaplan do Spišské Bělé.

## Pastorace Romů

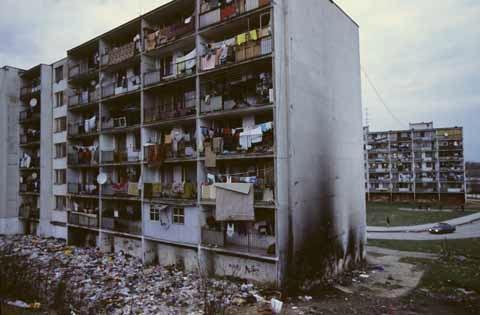
Romské sídliště Luník IX v roce 2000

Od roku 1999 strávil tři a půl roku v obci Toporec v okrese Kežmarok, kde měl ve farnosti téměř dva tisíce Romů. Poté dostal nabídku vybudovat farnost na košickém romském panelovém sídlišti Luník IX. V podobném bezútěšném prostředí šlo podle něj spíše o misii.
První mši na sídlišti sloužil v den svých 33. narozenin ve svém Fiatu unto. Písmeno P z názvu mu totiž hned po příchodu na nové působiště ukradli. Další mši celebroval ve svém nezařízeném bytě. První komunitní centrum zřídil v maringotce, které vzápětí někdo propíchal pneumatiky. „Svoje působení na Luníku vnímám jako důležitou průkopnickou práci či spíš poslání," uvedl Červeň, který o zkušenostech z práce s Romy píše také na svém blogu.

## Dobrovolný celibát
Červeň by uvítal dobrovolnost celibátu. „Vnímám ho jako určitou možnost, která některým lidem umožňuje, aby žili plněji pro druhé. Na straně druhé existují mnozí, kteří by na kněžství všechno zvládali, jen toto jediné ne. Přitom měli takové vlastnosti, že jejich odchod byl pro církev škodou. Podle mě by měl nastat posun, aby byl celibát i u nás dobrovolný," soudí.
Je přitom přesvědčen, že i kdyby byl celibát zrušen již dnes, mnoho kněží by se kvůli možnosti naplno pracovat pro druhé rozhodlo žít v něm i nadále.